# Alvinczi család
A borbereki nemes és báró Alvinczi család egy XVI. századi eredetű, mára már kihalt magyar nemesi család.

## Története
Alvinczi Péter az első, akit a családtagok közül említenek. Ez a Péter Bethlen Gábor papja és kassai lelkész volt. Ennek a Péternek egy szintén Péter nevű fia, valamint egy József és egy ismételten Péter nevű unokája volt. Ez utóbbi Péter használta először ténylegesen a borbereki előnevet. 1689-ben I. Apafi Mihálytól Kisvajdafalván, míg 1693-ban I. Lipóttól Dombrádon kapott adományt. Péternek három fia és három leánya született, fiai: Sámuel, Gábor és Mihály. Gábor bárói címet kapott 1746-ban, de ugyancsak Gábor nevű fiával ez a bárói ág sírba is szállt 1788-ban. Mihály fia volt József tábornok, aki szintén bárói rangra emelkedett 1763-ban, de ezzel a Józseffel 1810-ben ez a neves család kihalt.

## Nevezetes családtagok
- Alvinczi Gábor (?–1751) erdélyi főkormányszéki levéltárnok és titoknok
- Alvinczi Péter (1570–1634) református lelkész, hitvitázó
- Alvinczi Péter (?–1701) nádori bíró, fejedelmi táblabíró
- Alvinczi József (1735–1810) császári tábornok, főhadikormányzó, a család utolsó tagja